# Acantholeucania collecta
Acantholeucania collecta är en fjärilsart som beskrevs av Walker. Acantholeucania collecta ingår i släktet Acantholeucania och familjen nattflyn. Inga underarter finns listade i Catalogue of Life.